# Attack/Alternative
Attack/Alternative è il sesto singolo della band hardcore punk The Exploited, pubblicato nel 1982 dalla Secret Records.

Il singolo contiene il brano "Alternative", nel brano il cantante Wattie Buchan si scaglia contro l'istituzione dell'esercito e urla il suo disprezzo verso chi ne fa parte. Durante l'inciso le parole sono: 
La struttura musicale è una delle più semplici, costituita di soli quattro accordi e giocata tutta sul contrasto chiuso-aperto, con le solite "ignoranti" sonorità di basso, batteria, chitarra e voce degli Exploited.
Il singolo si è piazzato al quinto posto della classifica indipendente e al cinquantesimo di quella nazionale riscuotendo un discreto successo all'interno della scena hardcore britannica.

## Tracce

### Lato A
1. Attack
2. Alternative

## Formazione
- Wattie Buchan - voce
- Big John Duncan - chitarra
- Gary McCormack - basso
- Steve Roberts - batteria